# 生育儀式
生育儀式（英語：Fertility rite）或生育崇拜（英語：fertility cult）是一種旨在刺激繁殖的宗教儀式。 此類儀式可能涉及犧牲「一種原始動物，為了生育甚至創造而必須犧牲這種動物」。

## 參看
- 季甘蒂亞神廟